# Ezio Scaglione
Ezio Maria Scaglione (ur. 22 lipca 1961) – włoski biskup starokatolicki, były ordynariusz włoskiej diecezji Kościoła Starokatolickiego w Rzeczypospolitej Polskiej. 

## Życiorys
Pochodzi z Aleksandrii. W młodości kształcił się w konserwatorium muzycznym. Teologię studiował w Virginia Theological Seminary. W maju 2013 roku przyjął święcenia kapłańskie z rąk Victora Manuela Cruz-Blanco – biskupa anglokatolickiej prowincji Karaibów i Nueva Granady. Od początku września 2017 znajdował się jako biskup w jurysdykcji Kościoła Starokatolickiego w Rzeczypospolitej Polskiej jako duszpasterz Misji Kościoła Starokatolickiego we Włoszech. 15 września w kaplicy domowej pw. św. Józefa przyjął warunkowo (sub conditione) święcenia episkopatu z rąk bpa Wojciecha Zdzisława Kolma. Dzień później, tj. 16 września 2017 w kościele pw. św. Piotra i Nikodema przy Dörriesplatz w Hanowerze był współkonsekratorem ks. Roberta Matysiaka (głównym konsekratorem był bp Wojciech Kolm). Od listopada 2017 roku pełnił funkcję ordynariusza włoskiej diecezji Kościoła Starokatolickiego w Rzeczypospolitej Polskiej.
Na skutek nawiązania na początku 2018 roku współpracy z Kościołem Starokatolickim w Brazylii i podejmowania decyzji bez konsultacji ze Zwierzchnikiem Kościoła Starokatolickiego w Rzeczypospolitej Polskiej został usunięty ze struktur Kościoła Starokatolickiego w RP.
W lutym 2018 roku przeszedł pod jurysdykcję Kościoła Starokatolickiego w Brazylii.